# Christopher Mandiangu
Christopher Massamba Mandiangu (* 8. Februar 1992 in Kinshasa) ist ein ehemaliger deutsch-kongolesischer Fußballspieler.

## Karriere
Mandiangu begann seine Karriere beim Polizei SV Mönchengladbach. 2002 wechselte er zu Borussia Mönchengladbach. Nachdem er bei der Borussia diverse Jugendabteilungen durchlaufen hatte, rückte er zur Saison 2011/12 in den Kader der Regionalligamannschaft auf. Im September 2011 debütierte er in der Regionalliga West, als er am sechsten Spieltag jener Saison gegen Rot-Weiss Essen in der 85. Minute für Leonel Kadiata ins Spiel gebracht wurde.
Im Sommer 2012 wechselte er zum Ligakonkurrenten MSV Duisburg II. Mit den Duisburgern musste er 2013 in die Oberliga absteigen. Im August 2013 schloss er sich dem Regionalligisten TSG Neustrelitz an.
Zur Saison 2014/15 wechselte er zum BFC Dynamo. Im März 2015 wurde sein Vertrag bei Dynamo aufgelöst.
Im August 2015 schloss er sich dem niederländischen Zweitligisten FC Eindhoven an.  Sein Debüt in der zweiten Liga gab er am zweiten Spieltag der Saison 2015/16 gegen den NAC Breda.
Im Januar 2016 wechselte er nach Schottland zu Hamilton Academical. Nachdem er für Hamilton allerdings kein Ligaspiel absolviert hatte, wechselte er zur Saison 2016/17 in die Slowakei zum MŠK Žilina.
Im Januar 2017 wechselte er zum österreichischen Zweitligisten FC Blau-Weiß Linz, bei dem er einen bis Juni 2017 gültigen Vertrag erhielt.
Zur Saison 2017/18 wechselte er nach Armenien zum Erstligisten Gandsassar Kapan. Bereits im September 2017 verließ Mandiangu Gandsassar Kapan wieder und schloss sich dem israelischen Zweitligisten Hapoel Kfar Saba an. Es folgten weitere Stationen bei FF Jaro, Septemvri Sofia und Widzew Łódź.
Seit August 2020 stand er bei KS Vllaznia Shkodra in Albanien unter Vertrag, beendete aber dort nach nur einem Pflichtspiel im Pokal überraschend zum Jahresende mit nur 28 Jahren seine aktive Karriere.